# 东俄洛沙蒿
东俄洛沙蒿（学名：Artemisia desertorum var. tongolensis）为菊科蒿属下的一个变种。